# Synagris flavomaculata
Synagris flavomaculata är en stekelart som beskrevs av Edmund Meade-Waldo 1911.
Synagris flavomaculata ingår i släktet Synagris och familjen Eumenidae. Inga underarter finns listade i Catalogue of Life.